# 1999 XS35

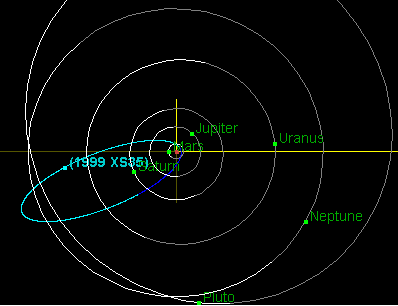
Quỹ đạo giống sao chổi của 1999 XS35.

1999 XS35 là một vật thể gần Trái Đất (NEO), thiên thể ngoài Hải Vương tinh và damocloid nằm trên một quỹ đạo rất lập dị, giống như sao chổi. Bán trục lớn của nó là 17.8 AU. Độ lệch tâm của nó là 0.94, có nghĩa là củng điểm của nó gần như 0.9, khi viễn điểm nằm bên ngoài quỹ đạo của Hải Vương tinh. 1999 XS35 là một Damocloid, nhóm những tiểu hành tinh có quỹ đạo kỳ dị. Đây là một vật thể nhỏ với độ sáng tuyệt đối (H) là 17.2, cho ra một đường kính là 1 km. 1999 XS35 đến củng điểm vào ngày 21/10/1999, đi qua 0.0453 AU (6,780,000 km) từ Trái Đất vào ngày 5/11/1999, và được khám phá vào ngày 2 /12/1999 tại độ sáng biểu kiến là khoảng 16.9.

## Quỹ đạo kỳ dị và đặc điểm vật lý
1999 XS35 có một quỹ đạo rất lập dị, củng điểm cách viễn điểm tới hơn 33 AU. Nó có chu kỳ quỹ đạo là 75.32. Độ nghiêng là 19.414 độ. Kinh độ của điểm nút lên là 49.206 độ, còn acgumen của cận điểm là 333.00 độ. Tiểu hành tinh này có kích thước từ 1 đến 2 kilomet. 1999 XS35 có độ sáng biểu kiến là từ 13.7 đến 32, còn độ sáng tuyệt đối là 17.2.